# Black Dahlia (jeu vidéo)
Black Dahlia est un jeu vidéo de type point and click de genre aventure sorti en 1998 et développé par Take-Two Interactive. L'histoire bien que fictionnelle est basée sur un événement quant à lui bien réel, le Cleveland Torso Murderer et son meurtre le plus célèbre, celui de Elizabeth Short, surnommée le Dahlia Noir.
Le jeu met en scène Dennis Hopper  et Teri Garr, tous deux très connus à la fin des années 90.

## Réception critique
Le jeu obtient la note de 72 % sur l'agrégateur de critiques GameRankings pour 9 tests.
- Adventure Gamers : 2,5/5[3]